# Kiew-Boryspil-Express

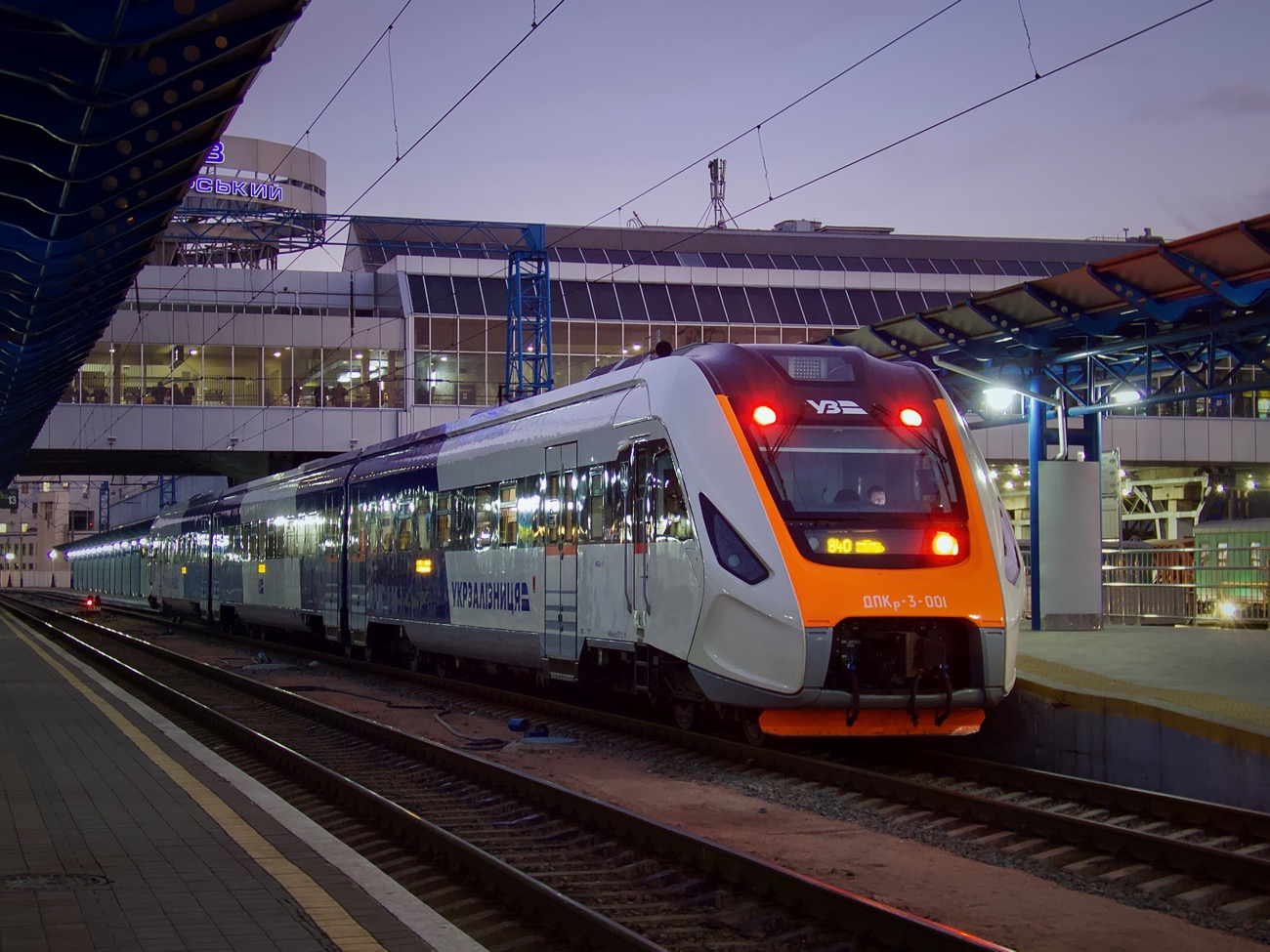
Kiew-Boryspil-Express mit einem DPKr-3-Triebwagen

Der Kiew-Boryspil-Express (offiziell unter der englischen Bezeichnung Kyiv Boryspil Express) ist eine Zugverbindung zwischen dem Flughafen Kiew-Boryspil und dem Bahnhof Kyjiw-Passaschyrskyj, die im November 2018 eingeführt wurde. Sie wird von der Ukrsalisnyzja, der ukrainischen Staatsbahn betrieben. Für die 36 Kilometer lange Strecke benötigen die Züge 35 bis 45 Minuten. Sie bedienen zusätzlich den Bahnhof Wydubytschi und den Bahnhof Darnyzja. Eine Fahrt kostet 100 Hrywnja.

## Fahrzeuge
Der Betrieb wird durch Triebwagen der Baureihe Pesa 620M sowie seit dem 27. Dezember 2019 durch den dreiteiligen Dieseltriebwagen DPKr-3, sichergestellt.